# GPR133
G protein spregnuti receptor 133 je protein koji je kod ljudi kodiran GPR133 genom. Ovaj protein je član familije adhezionih GPCR receptor. Članovi te familije imaju veliki ekstracelularni region sa varijablenim brojem N-terminalnalnih proteinskih domena, koji je spregnut sa 7-transmembranskim domenom putem mucinu sličnog domena.

## Literatura
- Vanti WB; Nguyen T; Cheng R;  . (2003). „Novel human G-protein-coupled receptors.”. Biochem. Biophys. Res. Commun. 305 (1): 67—71. PMID 12732197. doi:10.1016/S0006-291X(03)00709-5.
- Ota T; Suzuki Y; Nishikawa T;  . (2004). „Complete sequencing and characterization of 21,243 full-length human cDNAs.”. Nat. Genet. 36 (1): 40—5. PMID 14702039. doi:10.1038/ng1285.
- Bjarnadóttir TK; Fredriksson R; Höglund PJ;  . (2005). „The human and mouse repertoire of the adhesion family of G-protein-coupled receptors.”. Genomics. 84 (1): 23—33. PMID 15203201. doi:10.1016/j.ygeno.2003.12.004.
- Gerhard DS; Wagner L; Feingold EA;  . (2004). „The status, quality, and expansion of the NIH full-length cDNA project: the Mammalian Gene Collection (MGC).”. Genome Res. 14 (10B): 2121—7. PMC 528928 . PMID 15489334. doi:10.1101/gr.2596504.
- Yona, Stacey (2011). Adhesion-GPCRs. Springer. стр. 1—200. ISBN 978-1-4419-7912-4.